# Colle Brianza

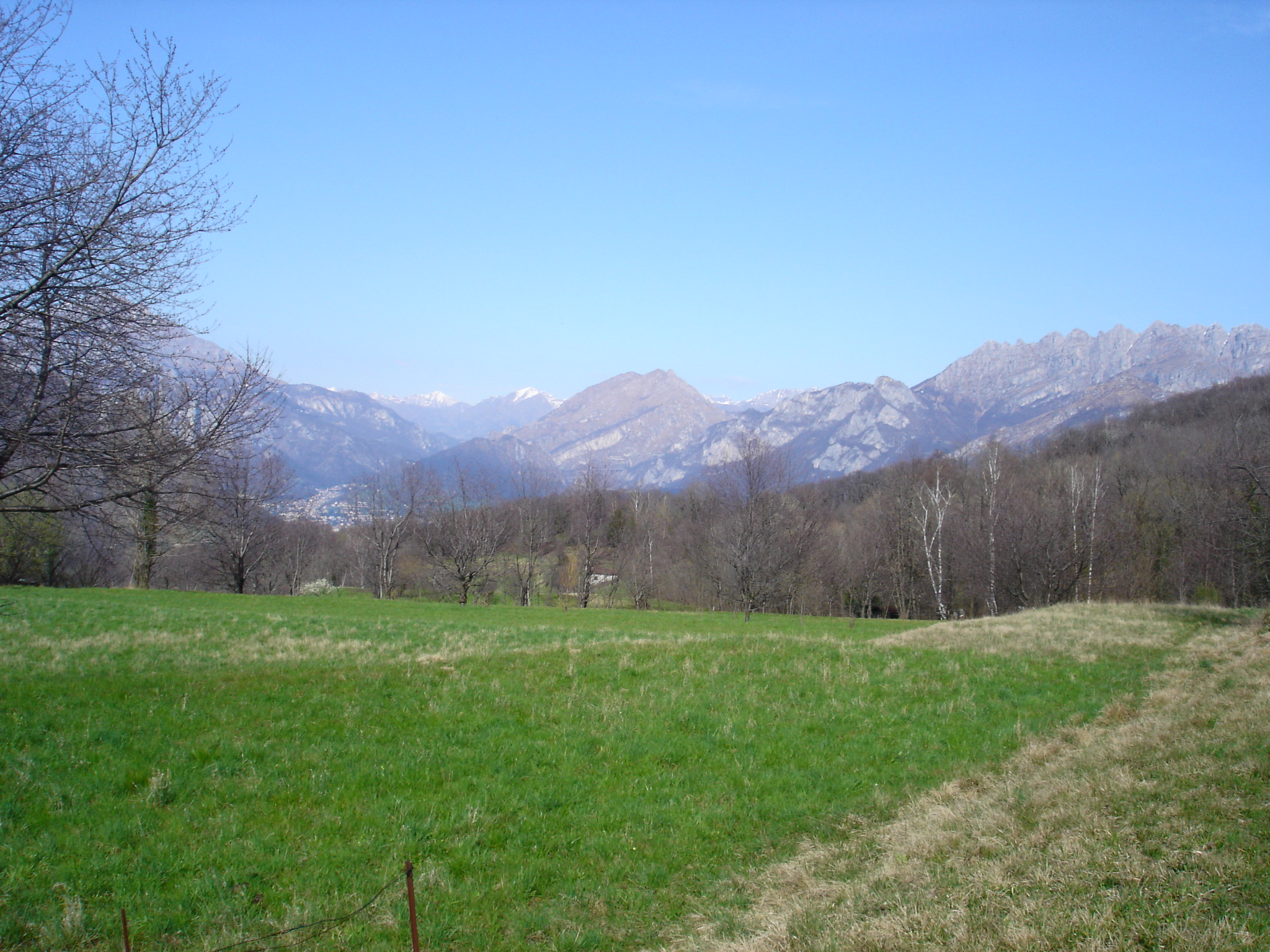
Colle Brianza und Landschaft

Colle Brianza ist eine Gemeinde in der Provinz Lecco in der italienischen Region Lombardei mit 1823 Einwohnern (Stand 31. Dezember 2023).

## Geographie
Colle Brianza liegt etwa 10 km südwestlich der Provinzhauptstadt Lecco und 35 km nordöstlich der Millionen-Metropole Mailand. Die Gemeinde umfasst die Fraktionen Cagliano, Campsirago, Giovenzana, Nava (Hauptort) und Ravellino. Im Jahr 1971 hatte die Gemeinde Colle Brianza eine Fläche von 832 Hektar.
Die Nachbargemeinden sind Airuno, Castello di Brianza, Dolzago, Ello, Galbiate, Olgiate Molgora, Santa Maria Hoè und Valgreghentino.

## Geschichte
In den Statuten für die Straßen und Gewässer des Herzogtums Mailand wurde die Gemeinde Missaglia als cassine de Brianza aufgenommen. Im Grundbuch des Herzogtums Mailand von 1558 wird Brianza unter den Gemeinden der Pieve Missaglia aufgeführt. In einer Übersicht über alle Ländereien des Herzogtums Mailand aus dem Jahr 1572 wurde Brianza mit einem eigenen Perticato im Gebiet der Pieve aufgeführt, auch wenn ihr keine Verkaufsquote zugewiesen wurde. In der Notifikation des Personals des Herzogtums Mailand wurde Brianza als Cassinaggio di Nava in der Gemeinde Missaglia aufgeführt.
Im Jahr 1648 wurde das Land an die Familie Sormani belehnt, die bereits mit dem Lehen von Missaglia betraut war. Von großer Bedeutung für die Geschichte nicht nur von Colle Brianza, sondern der gesamten Region ist der so genannte Campanone di Brianza, ein quadratischer Turm mit einer großen Glocke, die im Falle einer Invasion fremder Armeen alle Bewohner der Region warnen sollte, sich auf den Berg San Genesio zu flüchten.
Die Gemeinde Colle Brianza entstand im Jahr 1927 aus dem Zusammenschluss der drei Gemeinden Cagliano, Nava und Ravellino.

## Bevölkerung
| Bevölkerungsentwicklung | Bevölkerungsentwicklung | Bevölkerungsentwicklung | Bevölkerungsentwicklung | Bevölkerungsentwicklung | Bevölkerungsentwicklung | Bevölkerungsentwicklung | Bevölkerungsentwicklung | Bevölkerungsentwicklung | Bevölkerungsentwicklung | Bevölkerungsentwicklung | Bevölkerungsentwicklung | Bevölkerungsentwicklung | Bevölkerungsentwicklung | Bevölkerungsentwicklung | Bevölkerungsentwicklung |
| ----------------------- | ----------------------- | ----------------------- | ----------------------- | ----------------------- | ----------------------- | ----------------------- | ----------------------- | ----------------------- | ----------------------- | ----------------------- | ----------------------- | ----------------------- | ----------------------- | ----------------------- | ----------------------- |
| Jahr                    | 1861                    | 1871                    | 1881                    | 1901                    | 1911                    | 1921                    | 1931                    | 1936                    | 1951                    | 1961                    | 1971                    | 1981                    | 1991                    | 2001                    | 2022                    |
| Einwohner               | 1552                    | 1534                    | 1598                    | 1552                    | 1661                    | 1684                    | 1644                    | 1568                    | 1460                    | 1161                    | 1004                    | 1098                    | 1221                    | 1464                    | 1763                    |
| Quelle: ISTAT           |                         |                         |                         |                         |                         |                         |                         |                         |                         |                         |                         |                         |                         |                         |                         |

## Sehenswürdigkeiten
- Kirche San Vittore (12. Jahrhundert)[2]
- Kirche San Genesio mit einer angrenzenden Einsiedelei, die im Jahre (1591) an der Stelle einer kleinen Kapelle errichtet wurde, die schon im 10. Jahrhundert erwähnt war.[3]
- Pfarrkirche San Michele in der Ortschaft Nava (16. Jahrhundert)[4]
- Campanone di Brianza, mittelalterlicher Glockenturm, erbaut im 19. Jahrhundert und restauriert (1960)[5]
- Kirche San Martino a Bestetto (1567)[6]
- Kirche Madonna della Cériola in der Ortschaft Tegnone. Im Inneren befindet sich ein wertvolles Altarbild aus dem frühen 17. Jahrhundert, das der Darstellung Jesu im Tempel und die Purifikation Mariens zeigt.[7]
- Wallfahrtskirche Madonna del Sasso wurde im 20. Jahrhundert zum Gedenken an die Erscheinung der Heiligen Jungfrau Maria am 23. Juli 1657 an Frau Giovanna Fumagalli errichtet. Die Jungfrau erschien ihr dreimal im so genannten Valle dei Sapelli und vollbrachte wundersame Heilungen, die im Pfarrarchiv von Giovenzana aufgezeichnet sind.[8]
- Kirche San Nicola (14.–15. Jahrhundert)[9]
- Kirche San Materno (15. Jahrhundert)[10]
- Kirche San Gaetano (14.–15. Jahrhundert)[11]